# 曾衍詠
曾衍詠，曾子第67代孫，行藏六，號雩臺，邑庠生，清嘉慶二十三年（1818年），湖南巡撫曾奏請立為翰林院五經博士，但並未准，授鉅野屯官，晉奎文閣典籍廳典籍、敕贈修職郎，例授文林郎，貤贈奉政大夫，創曾氏南宗譜修譜總局，督修海內通譜。